# تکیه مادر شاهزاده
تکیه مادر شاهزاده را زنی گرجی به نام مریم (متوفای ۱۲۴۶ هـ. ق)، همسر فتحعلی شاه و دایه سیف‌الدوله حاکم اصفهان، برای مدفن خویش بنا نهاده‌است.
تکیه مادر شاهزاده مربوط به دوره صفوی است و در اصفهان، تخت فولاد، خیابان خوانساری، خیابان سعادت آباد واقع شده و این اثر در تاریخ ۱۰ خرداد ۱۳۸۲ با شمارهٔ ثبت ۹۰۷۶ به‌عنوان یکی از آثار ملی ایران به ثبت رسیده‌است.
کتاب گلشن اهل سلوک از رحیم قاسمی ۱۳۸۵ دربارهٔ مدفونین این بقعه‌است.

## مدفون شدگان
- محمدتقی رازی مجتهد برجسته دوره قاجار و سر سلسله خاندان نجفی اصفهانی متوفی ۱۲۴۸ ه‍.ق
- جمال‌الدین نجفی اصفهانی
- محمدرضا نجفی
- میرزا محمدجواد بیدآبادی اصفهانی
- محمدصادق تخت‌فولادی